# سو (او-دو-سن)
سو (او-دُ-سن) (به فرانسوی: Sceaux (Hauts-de-Seine)) یک کمون واقع در حومه و جنوب پاریس و فاصله آن تا مرکز پاریس ۹٫۷ کیلومتر است. بنای قلعه سو (به فرانسوی: Château de Sceaux) در پارک بزرگ سو قرار دارد که در اصل توسط ژان-باتیست کولبر در زمان لوئی چهاردهم ساخته شده‌است. طبق گزارش INSEE سو یکی از گران‌ترین شهرهای فرانسه است.